# Ferrara di Monte Baldo
Ferrara di Monte Baldo là một đô thị ở tỉnh Verona trong vùng Veneto của Ý, có cự ly khoảng 120 km về phía tây của Venice và khoảng 30 km về phía tây bắc của Verona. Tại thời điểm ngày 31 tháng 12 năm 2004, đô thị này có dân số 216 người và diện tích là 26,9 km².
Ferrara di Monte Baldo giáp các đô thị: Avio, Brentino Belluno, Brenzone, Caprino Veronese, Malcesine, và San Zeno di Montagna.

## Địa điểm tham quan
- Orto Botanico del Monte Baldo, một vườn thực vật